# Tonight's the Night (album av Neil Young)
Tonight's the Night är ett musikalbum av Neil Young, utgivet 1975. Det spelades in 1973 men gavs inte ut förrän två år senare, då han även hade hunnit ge ut albumet On the Beach som spelades in efter.
Liksom på den tidigare Time Fades Away är musiken rå och mörk. Albumet är starkt influerat av Youngs sorg efter medarbetaren Danny Whitten och roadien Bruce Berry, vilka båda hade avlidit till följd av överdoser av droger. Whitten hörs på albumet sjunga "Come On Baby Let's Go Downtown", en liveversion inspelad flera år tidigare. Titelspåret handlar om Berry, hans namn nämns i textraden "Bruce Berry was a working man/He used to load that Econoline van".
Merparten av albumet är inspelat med de kvarvarande Crazy Horse-medlemmarna Billy Talbot (bas) och Ralph Molina (trummor) samt Nils Lofgren (gitarr och piano) och Ben Keith (steel guitar).
Albumet nådde 25:e plats på Billboardlistan.

## Låtlista
Samtliga låtar skrivna av Neil Young, om inte annat anges.
1. "Tonight's the Night" - 4:41
2. "Speakin' Out" - 4:57
3. "World on a String" - 2:25
4. "Borrowed Tune" - 3:26
5. "Come on Baby Let's Go Downtown" (Danny Whitten, Neil Young) - 3:36
6. "Mellow My Mind" - 3:11
7. "Roll Another Number (For the Road)" - 3:04
8. "Albuquerque" - 4:01
9. "New Mama" - 2:13
10. "Lookout Joe" - 3:54
11. "Tired Eyes" - 4:33
12. "Tonight's the Night, Part 2" - 4:52

## Listplaceringar
| Lista (1975)   | Position             |
| -------------- | -------------------- |
| Frankrike      | 11                   |
| Japan          | 62 (Oricon)          |
| Kanada         | 12 (RPM)             |
| Storbritannien | 48 (UK Albums Chart) |
| USA            | 25 (Billboard 200)   |